# Буньоль, Эмиль
Эмиль Буньоль (фр. Émile Bougnol; 31 августа 1866, Saint-Myon — 20 октября 1947, Рюэй-Мальмезон) — французский фехтовальщик, серебряный призёр летних Олимпийских игр 1900.
На Играх 1900 в Париже участвовал в соревновании на шпаге в своём и открытом классе. В первой дисциплине, пройдя все стадии от первого раунда до финала, в итоге занял второе место и получил серебряную медаль. Во второй разделил пятое место.